# Суваналиев, Омурбек Исакович
Омурбек Исакович Суваналиев (кирг. Өмүрбек Суваналиев; род. 31 июля 1960, Талас) — киргизский государственный и политический деятель, юрист-правовед, генерал-майор милиции в отставке, государственный советник государственной службы 2 класса. С 4 февраля 2019 года заместитель секретаря Совета безопасности Кыргызской Республики.

## Биография
Родился 31 июля 1960 года в городе Талас Киргизской ССР в многодетной семье. Он был седьмым ребенком из десяти. Учился Омурбек Суваналиев в кыргызской школе. Вначале в Таласе, а затем и в Казармане, куда его отца направили председателем райисполкома.
После окончания в 1981 году Карагандинской высшей школы МВД СССР поступил на службу в УВД Таласской области старшим оперуполномоченным. Тогда лейтенант Суваналиев стал известен в милицейской среде благодаря двум громким делам. Молодой «опер» перекрыл канал спекуляции дефицитными кожаными изделиями, который контролировала так называемая «цыганская» мафия. Тогда, цыгане даже блокировали областное УВД, протестуя против задержания Омурбеком Суваналиевым их «барона». Второе громкое дело — это раскрытие убийства сотрудника ГАИ Сары Койбакова на посту в Кара-Куле.
В 1986 был переведён на такую же должность в столицу Киргизии город Фрунзе в РОВД Ленинского района. В 1989 году Омурбека Суваналиева назначают начальником ОБХСС Аламединского РОВД. А уже в 1990 году Суваналиев переезжает на Иссык-Куль и до 1993 года работает там на должности заместителя и начальника ОВД Пржевальска, а затем и начальника УВД Иссык-Кульского района и города Чолпон-Аты.

### Кыргызский Каттани
Иссык-кульский период занимает особое место в карьере Суваналиева. Именно с тех пор Омурбека Суваналиева называют именем легендарного героя криминального сериала «Спрут» комиссара Каттани.
3 сентября 1990 года трое молодых людей захватили в аэропорту Пржевальска Ан-24. Самолет должен был выполнять рейс Пржевальск — Фрунзе и на его борту было 17 человек. Молодые люди угрожали пассажирам и экипажу ножами и самодельным взрывным устройством. Они требовали предоставить им самолет Ту-154, чтобы по одним сведениям лететь в Африку, по другим — в Китай. Переговоры с ними вёл одетый в гражданское исполняющий обязанности начальника городского отдела милиции. Он поднялся на борт и сразу обезоружил подростка с «бомбой». Тогда никто не знали и не предполагал, что вместо бомбы у террористов может быть муляж. Этим человеком был Омурбек Суваналиев.
Возглавив в 1991 году Чолпон-Атинский ГРОВД Суваналиев сразу начал бороться с местной торговой мафией, связанной с заготконторами и партийным руководством. Суть была в том, что крестьяне сдавая скот, шерсть, мёд, молоко и мясо, получали за свой товар копейки. Хотя заготконторы получали для обмена японскую аппаратуру, телевизоры, холодильники и другую технику. Но дефицит до простого народа не доходил и распределялся между местным начальством. Как только эта схема стала известна Омурбеку Суваналиеву, он организовал телевизионное шоу, где назвал имена и фамилии и показал конфискованные вещи. Народ сразу стал называть Суваналиева «комиссаром Каттани» по аналогии с главным героем сериала «Спрут», бескомпромиссным и бесстрашным борцом с мафиозными группировками.
В марте 1992 года начальник УВД Иссык-Кульского района и города Чолпон-Ата Омурбек Суваналиев был арестован и водворен в СИЗО МНБ КР по обвинению в превышении должностных полномочий. Произошло это из-за того, что Суваналиев застал в служебном кабинете подчиненного с проституткой и избил его. Однако коллеги и сослуживцы (указать звание)были уверены, что Омурбека Суваналиева хотят снять с должности после того, как он, не смотря на мощное административное давление, арестовал сына председателя Иссык-Кульского облисполкома, пойманного на наркоторговле. Сторонники Суваналиева приехали в Бишкек и организовали пикет на центральной площади с плакатами «Долой защитников мафии!». Это был беспрецедентный случай, когда открыто в защиту своего начальника к Белому дому вышли сотрудники в форме и гражданском. Суваналиев пробыл в СИЗО почти девять месяцев и был полностью оправдан Бишкекским городским судом с формулировкой «за отсутствием состава преступления». Он был восстановлен в должности в марте 1993 года, но уже в мае по собственной инициативе ушел в отставку из-за несогласия с методами работы коллегии МВД в борьбе с коррупцией и организованной преступностью.
Вернувшись в органы в 1994 году на должность начальника оперативно-следственного управления налоговой полиции при правительстве КР, Омурбек Суваналиев раскрыл громкое дело о незаконных поставках в автопарк Управления делами правительства республики автомобилей «Мерседес». Снова вопреки административному давлению.
1995 год — начало политической карьеры Омурбека Суваналиева. Он вступает в партию «Эркин Кыргызстан» и выиграв выборы становится депутатом парламента (Жогорку Кенеш Кыргызской Республики) от Таласского избирательного округа № 28. В парламенте Суваналиева избирают председателем комиссии по борьбе с коррупцией и организованной преступностью. А еще депутат Суваналиев использовал парламентскую трибуну для продвижения новых символов государственной власти, в частности, флага.
В 1997 году Омурбек Суваналиев сдает депутатский мандат и уходит из парламента на должность начальника МНБ по Ошской области. Имя «кыргызского Каттани» становится известно за пределами Кыргызстана благодаря двум громким делам. Первое — это задержание оперативно-следственной группой под руководством Суваналиева убийц вице-мэра Санкт-Петербурга Александра Маневича.
Второе — это дело с эшелоном с оружием. Полковник Суваналиев в январе 1998 года отдал приказ о задержании и аресте на железнодорожной станции «Ош» эшелона из 20 вагонов, содержимое которых было оформлено по документам как гуманитарная помощь. Под мешками с мукой оказалось оружие и боеприпасы. Более 700 тонн. Груз из Ирана предназначался для вооруженных формирований Объединенного национально-освободительного фронта Афганистана (ОНОФА).Но по сведениям Омурбека Суваналиева возможным получателем оружия являлся не командующий ОНОФА Ахмад-шах-Масуд, а Джумабай Намангони, предводитель Исламского движения Узбекистана, воевавший на стороне талибов. Постепенно это дело «замяли» и оружие вернули отправителю в Иран. Проделавший вместе со своими коллегами- чекистами, титаническую работу Омурбек Суваналиев не согласился с такой позицией руководства страны и ушел в отставку.
В это время министром национальной безопасности Кыргызской Республики являлся Феликс Кулов. Омурбек Суваналиев становится соратником Кулова, с которым знаком еще по совместной работе в УВД Таласской области. Когда на Кулова и его соратников начинаются политические гонения Омурбек Суваналиев в 1999 году встает во главе «Общественного фонда Феликса Кулова».
В милицию Омурбек Суваналиев возвращается в 2003 году на должность начальника УВД Нарынской области.

### Кризис-менеджер для силовых структур.
В 2005 году Суваналиев два раза оказывается назначенным главой Бишкекского УВД и заместителем министра внутренних дел Кыргызской Республики по совместительству. Первый раз — сразу после «Тюльпановой революции» 24 марта 2005 года до июля, до президентских выборов в результате которых победил Курманбек Бакиев. В марте 2005 года начальник Нарынского УВД был с отпуске в Бишкеке. Первая ночь и дни после «тюльпановой революции» столица Кыргызстана оказалась во власти мародеров и криминальных элементов. Навести и удержать порядок и вернуть ситуацию в законное русло казалось невыполнимой задачей. Но, Суваналиев справился. Он мобилизовал весь личный состав Бишкекского УВД, кого смог собрать и пообещал уничтожить журнал выдачи табельного оружия. Это был очень важный мотивирующий шаг для милиционеров.
Второе «пришествие» Суваналиева начальником столичной милиции состоялся в ноябре 2005 года после того, как в сентябре премьер-министром стал Феликс Кулов.
С 2006 по апрель 2007 года Омурбек Суваналиев исполнял обязанности министра внутренних дел Кыргызской Республики. Его назначение было одним из требований оппозиции. Но потом ушел в отставку и присоединился к оппозиционному движению «Объединенный народный фронт», организовавшему в апреле 2007 года бессрочный митинг на центральной площади Бишкека. После разгона митинга 19 апреля 2007 года Суваналиев был арестован, но вскоре отпущен под давлением правозащитников.
Через несколько месяцев Омурбек Суваналиев принял предложение вернуться на государственную службу заведующим отделом обороны и безопасности администрации президента.
В январе 2008 года Суваналиев назначен губернатором Нарынской области. В ноябре 2009 Омурбек Суваналиев подал в отставку по собственному желанию.
В июне 2010 года Временное правительство назначило Омурбека Суваналиева военным комендантом Оша и начальником УВД Ошской области. Но накануне референдума 27 июня Суваналиев ушел в отставку, аргументируя свое решение намерением заняться подготовкой к выборам в парламент. Однако в интервью российским изданиям Омурбек Суваналиев подчеркивал, что его отставка в первую очередь «вызвана несогласием с проведением референдума на юге страны», где «огромная часть жителей переживает траур по погибшим».
В 2011 году Омурбек Суваналиев второй раз баллотировался в президенты Кыргызской республики. Первый раз его даже не зарегистрировали, так как он отказался сдавать экзамен на знание государственного языка по принципиальным соображениям.
4 февраля 2019 года Омурбек Суваналиев распоряжением президента Кыргызской Республики Сооронбая Жээнбекова назначен заместителем секретаря Совета безопасности.
Омурбека Суваналиева называют рекордсменом по отставкам. Сам Суваналиев в своих немногочисленных интервью говорит, что это происходит потому, что он «служит, а не прислуживает». И признается, что когда его привлекают, как кризис-менеджера для силовых структур он не может отказаться.
10 октября 2020 года Омурбек Суваналиев распоряжением президента Кыргызской Республики Сооронбая Жээнбекова освобожден c должности заместителя секретаря Совета Безопасности Кыргызской Республики 

## Награды
- Медаль II степени «Күжүрмөн кызмат өтөгөндүгү үчүн» (25 августа 2006)[1]
- Именные часы от имени Премьера-министра Кыргызской Республики (13 октября 2009) — за добросовестный труд и значительный вклад в социально-экономическое развитие региона, а также в связи с 70-летием образования Нарынской области Кыргызской Республики[2]